# Benedita d'Este
Benedita Maria Ernesta d'Este (Módena, 18 de agosto de 1697 – Sassuolo, 17 de setembro de 1777) foi uma princesa do Ducado de Módena e Régio.

## Biografia
Era filha do duque de Módena e Reggio Reinaldo III d'Este e da princesa Carlota Felicidade de Brunsvique-Luneburgo, filho do duque João Frederico de Brunsvique-Luneburgo. O casamento de seus pais exigira a dispensa papal por causa das diferenças religiosas das famílias ducais de Brunsvique e Módena.
Ela recebeu o nome de Benedita, que significa "abençoada", em homenagem a sua avó materna Benedita Henriqueta do Palatinado-Simmern.
Seu primo Jaime Francisco Eduardo Stuart, na época o pretendente jacobita aos tronos da Inglaterra, Escócia e Irlanda, fez uma visita a Módena em março de 1717. Ele conheceu e rapidamente se apaixonou por Benedita e solicitou-lhe a seu pai para que se casasse com ela. No entanto, a sua união era visto como um emaranhado indesejável por Reinaldo d'Este, que queria manter boas relações com Jorge I da Grã-Bretanha. Reinaldo primeiro insistiu que o noivado permanecesse em segredo, e então definitivamente recusou seu consentimento em setembro de 1717, enquanto Jaime residia em Urbino.
Benedita nunca se casou ou teve filhos. Ela morreu no dia 17 de setembro de 1777 aos 80 anos de idade, em Módena.

## Títulos
- 18 de agosto de 1697 – 17 de setembro de 1777: Sua Alteza Benedita Maria d'Este, Princesa de Módena